# Saint-Louet-près-Authie
Saint-Louet-près-Authie, également Saint-Louet, est une ancienne commune française du département du Calvados. En 1832, la commune est supprimée, et rattachée à celle d'Authie.
De nos jours, Saint-Louet est un hameau d'Authie, à l'ouest du bourg.

## Démographie
| 1793 | 1800 | 1806 | 1821 | 1831 | 1832   |
| ---- | ---- | ---- | ---- | ---- | ------ |
| 25   | 23   | 26   | 4    | 9    | fusion |